# Кеннет Рогофф
Кеннет Рогофф  (англ. Kenneth S. Rogoff, нар. 22 березня 1953, Рочестер, штат Нью-Йорк)  – американський економіст та шаховий гросмейстер. Професор економіки Гарварду. Один з провідних вчених у галузі порівняльного вивчення економік. Входить у рейтинги найвпливовіших економістів світу. Головний економіст Міжнародного Валютного Фонду (2001-2003). Його дослідження історії світових фінансових криз мають високу популярність у всьому світі. Член Національної академії наук США (2010).

## Біографія
Кеннет Рогофф народився та виріс у Рочестері, штат Нью-Йорк. Має російське коріння. Його батько був професором радіології в Рочестерському університеті.
У 1975 році отримав ступінь бакалавра, потім магістра з відзнакою у Єльському університеті.
У 1980 році - докторський ступінь з економічних наук Массачусетського технологічного інституту.
Викладав в університеті Вісконсин-Медісон (1985-1988), Каліфорнійському університеті в Берклі (1988-1991), Принстонському університеті (1992-1999), а з 1999-го - у Гарварді.
У 2001 році Рогофф здобув звання академіка Американської академії мистецтв і наук.
У 2008 році удостоєний Премії Бернарда Хармса.
Інші нагороди та відзнаки:
2010 р. — отримав членство в Національній академії наук, володар премії Пола Самуельсона;
2011 р. — премія Адама Сміта за «лідерство серед професіоналів-економістів»; володар премії Дойче банку (Deutsche Bank) зі сфери фінансової економіки; отримав премію Артура Росса за видання книги, що внесла видатний внесок в інтерпретацію зовнішньої політики та міжнародних відносин.
Кеннет Рогофф також працював на посаді економіста у Міжнародному валютному фонді (МВФ) та керівній раді Федеральної резервної системи.

### Шахи
У шістнадцять років Рогофф полишив середню школу, щоб зосередитися на шахах. Він виграв Чемпіонат Сполучених Штатів у 1969 році та провів наступні кілька років у Європі, беручи участь в різних турнірах. Проте, у вісімнадцять років він вирішив піти до коледжу та продовжити кар'єру в економіці, а не стати професійним гравцем.
Він був 3-м на Чемпіонаті світу серед юнаків 1971 року, та другим на Чемпіонаті США 1975 року. Потрапивши до рангу міжзональних ігор у 1976 році в місті Біль, Кеннет Рогофф виступив не дуже вдало, посівши лише 13-15 місце. Зрештою, далі обмежився виступами в різних турнірах та показових іграх проти колишніх чемпіонів світу. Зокрема: Михайла Таля та Тиграна Петросяна. У 2012 році він провів бліц-гру з Магнусом Карлсеном.

## Основні роботи
1996 -  «Foundations of International Macroeconomics» (укр. «Основи міжнародної макроекономіки»)
1998 - «Workbook for Foundations of International Macroeconomics»
2009 - «This Time is Different: Eight Centuries of Financial Folly» (укр. «Циклічна історія фінансових криз». Українською мовою книгу було перекладено та опубліковано видавництвом «Наш Формат» в 2019 році.)

## Цікаві факти
В опублікованій у 2016 році книзі «The Curse of Cash» Рогофф закликав США скасувати 100-доларову, потім 50-доларову, а пізніше й 20-доларову купюру, залишаючи в обіг гроші виключно малі номінали.
К. Рогофф точно пророкував крах великих інвестиційних банків на Уолл-Стріт 2008 року.

## Переклад українською
- Кеннет Рогофф. Циклічна історія фінансових криз / пер. Олена Кальнова. — К.: Наш Формат, 2019. — ISBN 978-617-7682-78-2.